# Моховиков Іван Анатолійович
Іва́н Анато́лійович Моховико́в (нар. 11 квітня 1979, Таллінн) — російський актор театру та кіно.

## Біографія
Іван Моховиков народився 11 квітня 1979 року в Таллінні.
Його мати — вчителька англійської мови, а батько Анатолій Моховиков — шофер-далекобійник. Дід за материнською лінією — Володимир Михайлович Єрмолаєв (помер 1991 року), усе життя працював актором у Талліннському Російському драматичному театрі.
Після дев'ятого класу Іван Моховиков записався до театральної студії при Талліннському Російському драматичному театрі. 2001 року закінчив рос. ГИТИС (Державний інститут театрального мистецтва) (курс Олексія Бородіна). працював у Російському академічному молодіжному театрі.
2004 року після виходу на екрани серіалу «Солдати» (роль Кузьма Соколов) став знаменитим.
Одружений із акторкою Ольгою Глушко. 2007 року в них народився син Макар.

## Цікаві факти
Зріст Івана Моховикова — 183 см.

## Фільмографія
- ? — Кіношники
- 1998 — Спас Яре Око
- 2001 — Громадянин начальник
- 2001 — Азазель
- 2002 — Театральная академия
- 2003 — Бажана
- 2004 — Таксист
- 2004 — Штрафбат — штрафник
- 2004 — Чудеса в Решетові
- 2004 — 2010 — Солдати — Кузьма Соколов
- 2005 — Мисливці за іконами
- 2005 — XXI століття російського бизнесу
- 2006 — Божевільний день
- 2006 — Російський переклад — перекладач Гридич
- 2006 — Под ливнем пуль — Віктор Шмелєв
- 2007 — Дочки-матери — Сергій
- 2009 — Журов